# Урмарский район
Урма́рский райо́н (чув. Вӑрмар районӗ/муниципаллӑ округӗ) — административно-территориальная единица в Чувашской Республике Российской Федерации. В границах района образован одноимённый муниципальный округ (в 2004—2022 годах — муниципальный район).
Административный центр — посёлок городского типа Урмары.

## География
Расположен в северо-восточной части Чувашской Республики. На севере граничит с Козловским, на северо-западе — с Цивильским, на западе — с Канашским, на юге — с Янтиковским районами, на востоке — с Республикой Татарстан (Зеленодольский и Кайбицкий районы). С севера на юг территория района вытянута на 32 км, с запада на восток — на 33 км. Площадь района — 598,3 км².

## История
Район образован 5 сентября 1927 года. 21 июля 1959 года к Урмарскому району была присоединена часть территории упразднённого Октябрьского района.

## Население
| 1993    | 1997    | 2001    | 2002    | 2005    | 2009    | 2010    | 2011    | 2012    |
| ------- | ------- | ------- | ------- | ------- | ------- | ------- | ------- | ------- |
| 29 300  | ↘22 300 | ↗29 500 | ↘28 189 | ↘28 000 | ↘27 289 | ↘25 189 | ↘25 058 | ↘24 756 |
| 2013    | 2014    | 2015    | 2016    | 2017    | 2018    | 2019    | 2020    | 2021    |
| ↘24 472 | ↘24 234 | ↘23 902 | ↘23 578 | ↘22 992 | ↘22 610 | ↘22 204 | ↘21 863 | ↘20 839 |

### Национальный состав
По данным переписи населения 2010 года Урмарский район мононационален, абсолютное большинство населения — чуваши (95 %), русские проживают в районном центре.
| Национальность | Число указавших национальность и доля от населения района |
| -------------- | --------------------------------------------------------- |
| Чуваши         | 94,55 % (23 817)                                          |
| Русские        | 3,33 % (839)                                              |

## Территориальное устройство
В рамках административно-территориального устройства, район делится на 16 административно-территориальных единиц — 1 городское и 15 сельских поселений.
В рамках организации местного самоуправления с 2004 по 2022 гг. муниципальный район включал 16 муниципальных образований, в том числе 1 городское и 15 сельских поселений, которые к 1 января 2023 года были упразднены и объединены в единый муниципальный округ.
| №  | Поселение                           | Административный центр  | Количество населённых пунктов | Население (чел.) | Площадь (км²) |
| -- | ----------------------------------- | ----------------------- | ----------------------------- | ---------------- | ------------- |
| 1  | Урмарское городское поселение       | пгт Урмары              | 1                             | ↘5290            | 6,66          |
| 2  | Арабосинское сельское поселение     | деревня Арабоси         | 2                             | ↘1680            | 27,15         |
| 3  | Бишевское сельское поселение        | деревня Бишево          | 5                             | ↘693             | 48,67         |
| 4  | Большечакинское сельское поселение  | деревня Большие Чаки    | 5                             | ↘783             | 29,50         |
| 5  | Большеяниковское сельское поселение | деревня Большое Яниково | 4                             | ↘1134            | 58,48         |
| 6  | Ковалинское сельское поселение      | село Ковали             | 5                             | ↘1100            | 62,52         |
| 7  | Кудеснерское сельское поселение     | деревня Кудеснеры       | 4                             | ↘1518            | 43,80         |
| 8  | Кульгешское сельское поселение      | деревня Кульгеши        | 4                             | ↘552             | 36,12         |
| 9  | Мусирминское сельское поселение     | село Мусирмы            | 1                             | ↘1190            | 25,21         |
| 10 | Староурмарское сельское поселение   | деревня Старые Урмары   | 1                             | ↘1139            | 27,86         |
| 11 | Тегешевское сельское поселение      | деревня Тегешево        | 3                             | ↘835             | 35,30         |
| 12 | Челкасинское сельское поселение     | село Челкасы            | 4                             | ↘1417            | 32,77         |
| 13 | Чубаевское сельское поселение       | деревня Чубаево         | 3                             | ↘740             | 31,11         |
| 14 | Шигалинское сельское поселение      | село Шигали             | 2                             | ↘654             | 38,32         |
| 15 | Шихабыловское сельское поселение    | деревня Шихабылово      | 4                             | ↘1164            | 47,71         |
| 16 | Шоркистринское сельское поселение   | село Шоркистры          | 4                             | ↘1370            | 47,08         |

## Населённые пункты
В Урмарском районе (муниципальном округе) расположен 51 населённый пункт:
| №  | Населённый пункт | Тип     | Население | Поселение                           |
| -- | ---------------- | ------- | --------- | ----------------------------------- |
| 1  | Анаткасы         | деревня | ↘297      | Челкасинское сельское поселение     |
| 2  | Арабоси          | деревня | ↘1431     | Арабосинское сельское поселение     |
| 3  | Атнаши           | деревня | ↘34       | Большечакинское сельское поселение  |
| 4  | Батеево          | село    | ↘179      | Чубаевское сельское поселение       |
| 5  | Бишево           | деревня | ↘314      | Бишевское сельское поселение        |
| 6  | Большие Чаки     | деревня | ↘316      | Большечакинское сельское поселение  |
| 7  | Большое Яниково  | деревня | ↘431      | Большеяниковское сельское поселение |
| 8  | Буинск           | деревня | ↘96       | Ковалинское сельское поселение      |
| 9  | Буртасы          | село    | ↘16       | Бишевское сельское поселение        |
| 10 | Вознесенское     | село    | ↘192      | Шихабыловское сельское поселение    |
| 11 | Избеби           | деревня | ↘288      | Кудеснерское сельское поселение     |
| 12 | Ичеснер-Атаево   | деревня | ↘77       | Шоркистринское сельское поселение   |
| 13 | Карак-Сирмы      | деревня | ↘325      | Большеяниковское сельское поселение |
| 14 | Ковали           | село    | ↘732      | Ковалинское сельское поселение      |
| 15 | Козыльяры        | деревня | ↘366      | Тегешевское сельское поселение      |
| 16 | Кудеснеры        | деревня | ↘1061     | Кудеснерское сельское поселение     |
| 17 | Кульгеши         | деревня | ↘229      | Кульгешское сельское поселение      |
| 18 | Малое Яниково    | деревня | ↘109      | Большечакинское сельское поселение  |
| 19 | Малые Чаки       | деревня | ↘114      | Большечакинское сельское поселение  |
| 20 | Малые Шигали     | выселок | ↗27       | Шигалинское сельское поселение      |
| 21 | Мусирмы          | село    | ↘1190     | Мусирминское сельское поселение     |
| 22 | Новое Исаково    | деревня | ↘544      | Арабосинское сельское поселение     |
| 23 | Новое Муратово   | деревня | ↘127      | Тегешевское сельское поселение      |
| 24 | Новое Шептахово  | деревня | ↘352      | Большечакинское сельское поселение  |
| 25 | Новые Щелканы    | деревня | ↘93       | Кудеснерское сельское поселение     |
| 26 | Ойкасы           | деревня | ↘99       | Бишевское сельское поселение        |
| 27 | Орнары           | деревня | ↘234      | Большеяниковское сельское поселение |
| 28 | Саруй            | деревня | ↘332      | Большеяниковское сельское поселение |
| 29 | Сине-Кинчеры     | деревня | ↘147      | Шихабыловское сельское поселение    |
| 30 | Систеби          | деревня | ↘138      | Ковалинское сельское поселение      |
| 31 | Ситмиши          | деревня | ↗192      | Кульгешское сельское поселение      |
| 32 | Старое Муратово  | деревня | ↘249      | Ковалинское сельское поселение      |
| 33 | Старое Шептахово | деревня | ↘194      | Челкасинское сельское поселение     |
| 34 | Старое Янситово  | деревня | ↘251      | Шихабыловское сельское поселение    |
| 35 | Старые Урмары    | деревня | ↘1139     | Староурмарское сельское поселение   |
| 36 | Старые Щелканы   | деревня | ↘256      | Кудеснерское сельское поселение     |
| 37 | Тансарино        | деревня | ↘245      | Кульгешское сельское поселение      |
| 38 | Тегешево         | деревня | ↘553      | Тегешевское сельское поселение      |
| 39 | Урмары           | пгт     | ↘5290     | Урмарское городское поселение       |
| 40 | Хоруй            | деревня | ↘136      | Шоркистринское сельское поселение   |
| 41 | Чегедуево        | деревня | ↘24       | Кульгешское сельское поселение      |
| 42 | Челкасы          | село    | ↘953      | Челкасинское сельское поселение     |
| 43 | Чирш-Сирма       | деревня | ↘98       | Ковалинское сельское поселение      |
| 44 | Чубаево          | деревня | ↘627      | Чубаевское сельское поселение       |
| 45 | Шибулаты         | деревня | ↘238      | Бишевское сельское поселение        |
| 46 | Шигали           | село    | ↘728      | Шигалинское сельское поселение      |
| 47 | Шихабылово       | деревня | ↘690      | Шихабыловское сельское поселение    |
| 48 | Шоркистры        | станция | ↘390      | Шоркистринское сельское поселение   |
| 49 | Шоркистры        | село    | ↗900      | Шоркистринское сельское поселение   |
| 50 | Шутнербоси       | деревня | ↘149      | Бишевское сельское поселение        |
| 51 | Ямбай            | деревня | ↘194      | Челкасинское сельское поселение     |

Упразднённые населённые пункты:
- 2004 год — разъезд Тансарино Кульгешского сельсовета[26]
- 2025 год — разъезд Батеево.

## Природа
Урмарский район находится в пределах Чувашского плато. Рельеф представлен холмистым плато, расчленённый многочисленными оврагами на ряд пологих увалов и отдельных возвышенностей. Длина оврагов изменяется от 100—200 м до 2—3,5 км, глубина — от 1 до 10 м. В районе имеются месторождения известняков и доломитов, одно из них расположено в двух километрах к юго-западу от станции Урмары. Сырьё пригодно для производства известковой муки, а также для дорожного строительства, используется Урмарским заводом стройматериалов. Шигалинское месторождение известняков и доломитов, расположенное в 15 км к юго-западу от Урмар, является резервным. Разведано три небольших месторождения кирпичных суглинков и глин. Урмарское месторождение расположено в 1,5 км к юго-востоку от Урмар, разрабатывается Урмарским заводом стройматериалов. Шоркистринское месторождение в 1,8 км от станции Шоркистры эксплуатируется кооперативом «Шоркистринский». В резерве находится Ковалинское месторождение, расположенное в двух км к югу от села Ковали.

Климат района умеренно континентальный с продолжительной холодной зимой и довольно тёплым сухим летом. Средняя температура января −13 °C, абсолютный минимум −42 °C; средняя температура июля 18,7 °C, абсолютный максимум достигал 37 °C. За год выпадает в среднем 400 мм осадков, преимущественно в тёплый период. Ресурсы поверхностных вод ограниченны. Наибольшие крупные реки Кубня и Аниш, более мелкие Була, Аря. Распространёнными видами почв являются разновидности серых лесных, ими занято 84 % территории Урмарский района. Относится к лесостепной зоне, лесистость равна 9 %. Леса сохранились лишь в южных и юго-восточных частях района. Преобладающими породами являются дуб и липа. Животный мир беден. На севере обитают суслики, в центральной части сурки. В лесах встречаются лисы, зайцы, волки, кабаны, а из промысловых птиц — очень редко рябчики, тетерева
.

## Экономика
Для Урмарского района характерна сельскохозяйственная специализация. Сельское хозяйство имеет мясо-молочно-зерновое направление с развитым картофелеводством и хмелеводством. В районе действуют молочные и откормочные комплексы, молочно-товарные и свиноводческие фермы, птицефабрика.
Промышленность на 90 % размещена в посёлке Урмары: мебельная и швейная фабрики, предприятия пищевой промышленности, механический завод, ремонтные предприятия и т. д. Несколько предприятий промышленности размещены в сёлах Арабоси, Ковали, Шоркистры и др.

## Транспорт
На территории района функционируют железная и автомобильная дороги. Основу железнодорожной сети составляет двухпутная магистраль «Москва—Казань—Екатеринбург». В границах района она протянулась на 27 км, имеет две станции (Шоркистры и Урмары) и три остановочных пункта (Батеево, Чубаево и Тансарино). На участке «Канаш—Урмары—Казань» обращаются пять пар пригородных поездов в сутки. Основу автомагистралей составляет дорога областного значения «Андреево-Базары—Урмары—Канаш» и дороги местного значения «Урмары—Шоркистры—Янтиково», «Урмары—Ковали—Нурлаты». На автомобильный транспорт приходится 80 % грузовых и 20 % пассажирских перевозок от их общего объёма, что определяет его важное значение в межрайонных экономических и пассажирских связях.